# Wróblew (gromada w powiecie sieradzkim)
Wróblew – dawna gromada, czyli najmniejsza jednostka podziału terytorialnego Polskiej Rzeczypospolitej Ludowej w latach 1954–1972.
Gromady, z gromadzkimi radami narodowymi (GRN) jako organami władzy najniższego stopnia na wsi, funkcjonowały od reformy reorganizującej administrację wiejską przeprowadzonej jesienią 1954 do momentu ich zniesienia z dniem 1 stycznia 1973, tym samym wypierając organizację gminną w latach 1954–1972.
Gromadę Wróblew siedzibą GRN we Wróblewie utworzono – jako jedną z 8759 gromad na obszarze Polski – w powiecie sieradzkim w woj. łódzkim, na mocy uchwały nr 38/54 WRN w Łodzi z dnia 4 października 1954. W skład jednostki weszły obszary dotychczasowych gromad Wróblew, Smardzew, Dąbrówka-Gorzuchy, Próchna, Kobierzycko, Ocin i Rakowice ze zniesionej gminy Wróblew w tymże powiecie. Dla gromady ustalono 21 członków gromadzkiej rady narodowej.
31 grudnia 1961 do gromady Wróblew przyłączono obszar zniesionej gromady Słomków Mokry.
Gromada przetrwała do końca 1972 roku, czyli do kolejnej reformy gminnej. 1 stycznia 1973 w powiecie sieradzkim reaktywowano gminę Wróblew.